# Star Trek IV. Misión: salvar la Tierra
Star Trek IV. Misión: salvar la Tierra (título original en inglés: Star Trek IV: The Voyage Home) es una película de ciencia ficción estadounidense dentro del universo Star Trek creado por Gene Roddenberry, siendo esta su cuarta entrega. Esta película termina el arco argumental que comenzó con Star Trek II: La ira de Khan y continuó con Star Trek III: En busca de Spock.
Misión: salvar la Tierra fue producida por Paramount Pictures y dirigida por Leonard Nimoy. Fue la quinta película con más recaudación del año en Estados Unidos, con alrededor de 133 millones de dólares. Además fue nominada a cuatro premios de la Academia: mejor montaje, mejores efectos especiales, mejor música y mejor sonido. La música original para la película fue compuesta por Leonard Rosenman.

## Argumento
Spock logra burlar a la muerte y se une a sus compañeros para retornar al comando de la Flota Estelar para poder rendir cuentas (robo y destrucción del Enterprise, sabotaje al USS Excelsior (NX-2000), desobedecer órdenes de superiores, etc.). Sin embargo, cuando están camino a casa en una vieja ave de presa klingon reciben una llamada de alerta acerca de una fuente desconocida que emite una serie de mensajes indescifrables que alteran el campo electromagnético de la Tierra y hacen que se produzcan tremendos cataclismos en el planeta. Estudiando estos mensajes, Spock logra comprender que son similares a los cantos de ballenas; más adelante, descubre que estos mensajes son para las ballenas jorobadas, que están extintas en el siglo XXIII. James T. Kirk, el Sr Spock, Leonard McCoy, Hikaru Sulu, Nyota Uhura, Pavel Chekov y Montgomery Scott, emprenden entonces un viaje al pasado para traer un par de ballenas jorobadas a su tiempo. Terminan en el año 1986, donde se ven envueltos en todo tipo de situaciones. Logran su cometido y al regreso a su tiempo las ballenas logran calmar la impaciencia de la fuente de las perturbaciones, salvándose así el planeta Tierra. Después, Kirk y sus oficiales son enjuiciados, quedando todos los cargos retirados excepto para Kirk, quien es degradado de almirante a capitán y se le asigna el mando del USS Enterprise-A. La acción en el siglo XXIII se sitúa hacia el año 2286.

## Intérpretes
| Personaje                  | Intérpretes       | Doblaje español          | Doblaje mexicano |
| -------------------------- | ----------------- | ------------------------ | ---------------- |
| Almirante James T. Kirk    | William Shatner   | Constantino Romero       | Guillermo Coria  |
| Capitán Spock              | Leonard Nimoy     | Miguel Ángel Jenner      | Maynardo Zavala  |
| Dr. Leonard McCoy «Bones»  | DeForest Kelley   | Joaquín Díaz             | Víctor Guajardo  |
| Montgomery Scott «Scotty»  | James Doohan      | Felipe Peña              | Eduardo Borja    |
| Hikaru Sulu                | George Takei      | Antonio Gómez de Vicente | Rafael Rivera    |
| Teniente Nyota Uhura       | Nichelle Nichols  | Marta Martorell          | Gaby Willert     |
| Pavel Chekov               | Walter Koenig     | Antonio Lara             | Salvador Delgado |
| Embajador Sarek            | Mark Lenard       | Pep Torrents             | Carlos Rotzinger |
| Teniente Saavik            | Robin Curtis      | María Luisa Solá         | ¿?               |
| Dr. Gillian Taylor         | Catherine Hicks   | Marta Tamarit            | Mónica Manjarrez |
| Amanda Grayson             | Jane Wyatt        | Rosario Cavallé          | ¿?               |
| Almirante Cartwright       | Brock Peters      | Lluís Marco              | José Lavat       |
| Presidente del Consejo     | Robert Ellenstein | Fernando Ulloa           | ¿?               |
| Bob Briggs                 | Scott DeVenney    | Jordi Boixaderas         | ¿?               |
| Enfermera Christine Chapel | Majel Barrett     | ¿?                       | María Becerril   |
| Comandante Janice Rand     | Grace Lee Whitney | ¿?                       | ¿?               |

## Producción
Paramount había quedado tan satisfecha con el trabajo que Leonard Nimoy había realizado al timón de la tercera película de su franquicia galáctica que decidió ofrecer la cuarta entrega de la saga al actor otorgándole mayor libertad para poder llevar a cabo «su visión» y Nimoy usó como pretexto el viaje en el tiempo y la ausencia de un villano claro  para plantear una suerte de crítica medioambiental con la cinta.
La película se rodó sobre todo en localidades de San Francisco. También se rodó en parte en San Diego, Los Ángeles y Monterrey. Cabe tambiénd estacar que se apartó del estilo de anteriores películas de Star Trek, en las que se rodaba sobre todo en el estudio.

## Curiosidades
Durante las escenas de San Francisco de 1986, los automóviles que aparecieron eran los modelos Chevrolet Caprice.

## Recepción
La película se estrenó en los Estados Unidos el 26 de noviembre de 1986 y se estrenó después en España el 21 de agosto de 1987. En su estreno en España, la cinta se tituló simplemente «Misión: salvar la tierra», porque creían que la referencia a «Star Trek» la hubiera hecho menos comercial. Fue la entrega más taquillera de toda la saga hasta que llegó el reboot de J.J. Abrams. También cabe destacar, que, habiendo recaudado 133 millones de dólares en un presupuesto de 21 millones, la película también es la más rentable hasta el momento.
Cuando la película se estrenó, la crítica la recibió de forma muy positiva.Según El País es una película entretenida, divertida y ecologista.

## Blu-Ray
El 12 de mayo de 2009 salió a la venta la primera versión en Blu-Ray de The Voyage Home, incluida en un pack que contiene las seis películas protagonizadas por el elenco de Star Trek: The Original Series. La película incluye sonido Dolby True HD de 7.1 canales, además de tener todo el material extra incluido en los DVD previos. El mismo día, también salió a la venta Star Trek: Motion Picture Trilogy, que contiene Star Trek 2, 3 y 4.

## Premios
- Premios Óscar (1987): Cuatro nominaciones.
- Premio Saturn (1987): Un premio y diez nominaciones.
- Premios ASCAP (1987): Un premio.
- Premios Génesis (1987): Un premio.
- Premios Hugo (1987): Una nominación.
- Premios Artista Joven (1988): Una nominación.
- Premios Saturn (2010): Un premio.